# 11140 Якедаке
11140 Якедаке (11140 Yakedake) — астероїд головного поясу, відкритий 2 січня 1997 року.
Тіссеранів параметр щодо Юпітера — 3,183.
Названо на честь гори Якедаке (яп. やけだけ(焼岳)).